# Robert Jacobsen
Robert Julius Tommy Jacobsen, danski kipar in slikar, * 4. junij 1912, Kopenhagen, Danska, † 26. januar 1993, Tågelund, Danska.
Jacobsen je bil eden najpomembnejših danskih umetnikov 20. stoletja. Živel je v Franciji od leta 1947 do 1969. Od leta 1962 do 1981 je bil profesor na Umetnostni akademiji za likovno umetnost (Kunstakademie der Bildenden Künste) v Münchnu. Leta 1969 se je preselil v Tågelund, vzhodno od Egtveda na Danskem. Od 1976 do 1985 je bil profesor na Kraljevi danski akademiji za likovno umetnost (Royal Danish Academy of Fine Arts) v Kopenhagnu.
Od leta 1986 do 1991 je delal z Jeanom Clareboudtom in ustvaril kiparski park pri gramozni jami Tørskind blizu Egtveda in Vejleja. Tesno je sodeloval s svojim prijateljem in zetom Bernardom Leautéjem.
Umrl je leta 1993 na svojem domu v Tågelundu. Po njem se imenuje danska filmska nagrada robert, danski ekvivalent oskarja.
1. 1 2  RKDartists
2. ↑  Robert Jacobsen — OUP, 2006. — ISBN 978-0-19-977378-7
3. ↑  Find a Grave — 1996.
4. ↑  Kunstindeks Danmark
5. ↑  Weilbachs Künstlerlexikon